# Diocesi di Karonga
La diocesi di Karonga (in latino: Dioecesis Karongana) è una sede della Chiesa cattolica in Malawi suffraganea dell'arcidiocesi di Lilongwe. Nel 2023 contava 72.870 battezzati su 662.637 abitanti. È retta dal vescovo Martin Anwel Mtumbuka.

## Territorio
La diocesi comprende i distretti di Karonga e Chitipa e la parte settentrionale di quello di Rumphi, nella Regione Settentrionale del Malawi.
Sede vescovile è la città di Karonga, dove si trova la cattedrale di Santa Maria.
Il territorio è suddiviso in 16 parrocchie, raggruppate in 4 decanati: Chilumba, Karonga, Kapoka e Chitipa.

## Storia
La diocesi è stata eretta il 21 luglio 2010 con la bolla Quo in Malavio di papa Benedetto XVI, ricavandone il territorio dalla diocesi di Mzuzu.
Originariamente suffraganea dell'arcidiocesi di Blantyre, il 9 febbraio 2011 è entrata a far parte della provincia ecclesiastica di Lilongwe.
Il 5 novembre 2016 il cardinale Fernando Filoni ha consacrato la cattedrale.

## Cronotassi dei vescovi
Si omettono i periodi di sede vacante non superiori ai 2 anni o non storicamente accertati.
- Martin Anwel Mtumbuka, dal 21 luglio 2010

## Statistiche
La diocesi nel 2023 su una popolazione di 662.637 persone contava 72.870 battezzati, corrispondenti all'11,0% del totale.
| anno | popolazione | popolazione | popolazione | presbiteri | presbiteri | presbiteri | presbiteri                | diaconi | religiosi | religiosi | parrocchie |
| anno | battezzati  | totale      | %           | numero     | secolari   | regolari   | battezzati per presbitero | diaconi | uomini    | donne     | parrocchie |
| ---- | ----------- | ----------- | ----------- | ---------- | ---------- | ---------- | ------------------------- | ------- | --------- | --------- | ---------- |
| 2010 | 61.000      | 400.000     | 15,3        | 15         | 9          | 6          | 4.067                     |         | 5         | 40        | 5          |
| 2012 | 62.000      | 382.000     | 16,2        | 12         | 12         |            | 5.167                     |         | 5         | 20        | 6          |
| 2013 | 63.500      | 395.000     | 16,1        | 11         | 11         |            | 5.772                     |         | 5         | 19        | 6          |
| 2016 | 54.801      | 432.000     | 12,7        | 16         | 15         | 1          | 3.425                     |         | 6         | 19        | 6          |
| 2019 | 59.500      | 478.250     | 12,4        | 18         | 14         | 4          | 3.305                     |         | 9         | 20        | 9          |
| 2021 | 63.180      | 507.870     | 12,4        | 25         | 17         | 8          | 2.527                     |         | 25        | 18        | 13         |
| 2023 | 72.870      | 662.637     | 11,0        | 31         | 16         | 15         | 2.350                     | 1       | 20        | 26        | 16         |